# Tödliche Schönheit
Tödliche Schönheit (Originaltitel: Beauty Queen Murders) war eine US-amerikanische Krimi-Dokumentationsreihe, die vom 1. Oktober 2013 bis zum 3. November 2014 auf dem US-amerikanischen Sender Investigation Discovery erstausgestrahlt wurde.
Die deutschsprachige Erstausstrahlung erfolgte vom 31. Mai 2014 bis zum 18. August 2016 auf dem deutschen Sender TLC Deutschland.

## Konzept
Die Sendung behandelt Kriminalfälle, deren Todesopfer durch ihre Teilnahmen an Schönheitswettbewerben berühmt wurden. Dabei werden Szenen nachgestellt, Original-Fotos und -Videos sowie Beiträge aus Fernsehnachrichten und Interviews mit Beteiligten verwendet.
Pro Folge wird ein Fall behandelt.

## Produktion und Ausstrahlung
Tödliche Schönheit war eine Produktion von Optomen Productions für Investigation Discovery.
Im April 2013 kündigte der Sender Investigation Discovery mehrere neue True-Crime-Formate an, darunter auch Beauty Queen Murders. Sendestart war der 1. Oktober 2013.
Die erste sechsteilige Staffel wurde vom 1. Oktober bis zum 5. November jeden Dienstag um 22 Uhr auf Investigation Discovery ausgestrahlt wurde.
Im April 2014 wurde eine zweite sechsteilige Staffel angekündigt, die schließlich vom 30. September bis zum 3. November 2014 jeden Dienstag um 9 Uhr gezeigt wurde.
Die Fernsehsendung wurde unter anderem auch in Spanien, Ungarn und Italien mit lokaler Übersetzung gezeigt.

### Deutschsprachiger Raum
Die deutschsprachige Erstausstrahlung der ersten Staffel erfolgte vom 31. Mai bis zum 5. Juli 2014 samstags um 22 Uhr auf dem deutschen Sender TLC Deutschland. Die zweite Staffel wurde in deutscher Sprache erstmals vom 14. Juli bis zum 18. August 2016 jeden Donnerstag um 22 Uhr ebenfalls auf TLC gezeigt.
In der Schweiz wurden die ersten neun Folgen im November und Dezember 2016 mittwochs um 23 Uhr sowie die restlichen drei Folgen im Januar 2017 mittwochs um 22:30 Uhr auf dem Privatsender S1 ausgestrahlt.
Die Übersetzung und Ausstrahlung im deutschsprachigen Raum orientierte sich dabei nicht nach der ursprünglichen Einteilung der Folgen.

## Episodenliste

### Staffel 1
| Nr. (ges.) | Nr. (St.) | Deutscher Titel                   | Originaltitel          | Erstausstrahlung USA | Deutschsprachige Erstausstrahlung (D) |
| ---------- | --------- | --------------------------------- | ---------------------- | -------------------- | ------------------------------------- |
| 1          | 1         | Der Fall Jackie Johns             | Evil Intentions        | 1. Okt. 2013         | 31. Mai 2014                          |
| 2          | 2         | Tod einer Wüstenblume             | Fatal Obsession        | 8. Okt. 2013         | 21. Juni 2014                         |
| 3          | 3         | Die Schattenseite der Glitzerwelt | Stalking Beauty        | 15. Okt. 2013        | 14. Juni 2014                         |
| 4          | 4         | Der mysteriöse Mord an Nona D.    | Someone’s Watching You | 22. Okt. 2013        | 7. Juni 2014                          |
| 5          | 5         | Mörderische Schönheit             | If Looks Could Kill    | 29. Okt. 2013        | 28. Juni 2014                         |
| 6          | 6         | Trügerische Idylle                | Deadly Sins            | 5. Nov. 2013         | 5. Juli 2014                          |

### Staffel 2
| Nr. (ges.) | Nr. (St.) | Deutscher Titel         | Originaltitel                             | Erstausstrahlung USA | Deutschsprachige Erstausstrahlung (D) |
| ---------- | --------- | ----------------------- | ----------------------------------------- | -------------------- | ------------------------------------- |
| 7          | 1         | 96 Messerstiche         | Field of Screams                          | 30. Sep. 2014        | 28. Juli 2016                         |
| 8          | 2         | In den falschen Kreisen | Death in the Fast Lane                    | 7. Okt. 2014         | 18. Aug. 2016                         |
| 9          | 3         | Aus Mangel an Beweisen  | If Looks Could Kill / All The Queen’s Men | 14. Okt. 2014        | 4. Aug. 2016                          |
| 10         | 4         | Rasende Wut             | Sins of the Father                        | 21. Okt. 2014        | 21. Juli 2016                         |
| 11         | 5         | Vermisst!               | Stolen Promise                            | 28. Okt. 2014        | 11. Aug. 2016                         |
| 12         | 6         | Der Fall Brenda Parsh   | Fashionista Fatality                      | 3. Nov. 2014         | 14. Juli 2016                         |